# Androctonus crassicauda
Androctonus crassicauda - bardzo niebezpieczny skorpion, występujący w południowo-zachodniej Azji (głównie w Arabii Saudyjskiej), aż po Armenię. Ubarwienie jego przechodzi od oliwkowo-brązowego przez czerwono-brązowe do czarnego. Dawka śmiertelna LD50 jego jadu wynosi od 0,08 do 0,5 mg/kg (Simard i Watt: 0,4 mg/kg), przez co jad ten jest uznawany za silniejszy od jadu skorpiona Leiurus quinquestriatus. Księga rekordów Guinnessa odnotowała w 2018 r. rodzaj skorpionów Androctonus, jako najbardziej jadowity na świecie..

## Opis
A. crassicauda jest głównie pustynnym, gatunkiem skorpiona Starego Świata. Dorosłe osobniki mogą różnić się kolorami od jasnobrązowych przez czerwonawe, czarnawo-brązowe, do czarnych. Mogą dorastać do ponad 10cm długości.